# Uduk (langue)
Pour les articles homonymes, voir Uduk.
L'uduk, ou ’twampa, est une langue nilo-saharienne de la branche des langues komanes parlée dans la région de Gambela en Éthiopie, ainsi qu'au Dar Funj, dans l'Est du Soudan du Sud.
Les Uduks nomment leur langue ʼTwampa [t’wāmpā], qui signifie « bouche du pays natal ».

## Classification
L'uduk est une langue nilo-saharienne classée dans la branche des langues komanes. Certains linguistes considèrent qu'elles constituent, avec le gumuz, la branche des « langues komuz ».

## Écriture
L’orthographe uduk a été développée dans les années 1940 par M. et Mme Forsberg, deux missionnaires, avec l’aide de Roland Stevenson, l’auteur d’une grammaire uduk. Elle est révisée en 1963 par Mary Beam et Elizabeth Cridland en 1965.
| a | b | ʼb | c | c̱ | ʼc | d | ʼd | dh | e | g | h | i | j | k | ḵ | ʼk | l | m | n | ŋ | ny | o | p | p̱ | ʼp | r | s | sh | t | ṯ | ʼt | th | t͟h | ʼth | u | w | y | / |

## Phonologie
Les tableaux présentent les voyelles et les consonnes, de l’uduk.

### Voyelles
|         | Antérieure | Centrale | Postérieure |
| ------- | ---------- | -------- | ----------- |
| Fermée  | i [i]      |          | u [u]       |
| Moyenne | e [e]      |          | o [o]       |
| Ouverte |            | a [a]    |             |

### Consonnes
|              |              | Labiales | Dentales | Alvéolaires | Latérales | Dorsales | Dorsales | Glottales |
| ------------ | ------------ | -------- | -------- | ----------- | --------- | -------- | -------- | --------- |
| Palatales    | Vélaires     | Labiales | Dentales | Alvéolaires | Latérales |          |          | Glottales |
| Occlusives   | Sourde       | p [p]    | th [t̪]   | t [t]       |           |          | k [k]    | / [ʔ]     |
| Occlusives   | Aspirées     | p̱ [pʰ]   | t͟h [t̪ʰ]  | ṯ [tʰ]      |           |          | ḵ [kʰ]   |           |
| Occlusives   | Sonore       | b [b]    | dh [d̪]   | d [d]       |           |          | g [g]    |           |
| Occlusives   | Implosive    | ʼb [ɓ]   |          | ʼd [ɗ]      |           |          |          |           |
| Occlusives   | Éjective     | ʼp [pʼ]  | ʼth [t̪ʼ] | ʼt [tʼ]     |           |          | ʼk [kʼ]  |           |
| Fricative    | Fricative    |          |          | s [s]       |           | sh [ʃ]   |          | h [h]     |
| Affriquée    | Sourde       |          |          |             |           | c [t͡ʃ]   |          |           |
| Affriquée    | Aspirées     |          |          |             |           | c̱ [t͡ʃʰ]  |          |           |
| Affriquée    | Sonore       |          |          |             |           | j [d͡ʒ]   |          |           |
| Affriquée    | Éjective     |          |          |             |           | ʼc [t͡ʃ’] |          |           |
| Nasale       | Nasale       | m [m]    |          | n [n]       |           | ny [ɲ]   | ŋ [ŋ]    |           |
| liquide      | liquide      |          |          | r [r]       | l [l]     |          |          |           |
| Semi-voyelle | Semi-voyelle | w [w]    |          |             |           | y [j]    |          |           |

### Unelangue tonale
L'uduk compte deux tons, haut et bas.

## Sources
- (en) Lionel Bender, « Proto-Koman Phonology and Lexicon », Afrika und Übersee, no 66,‎ 1983, p. 259–297
- [Killian 2015a] (en) Don Killian, Topics in Uduk Phonology and Morphosyntax, University of Helsinki, 19 septembre 2015 (ISBN 978-951-51-1489-1 et 978-951-51-1490-7, lire en ligne)
- [Killian 2015b] (en) Don Killian, « Complex Verbal Predicates in Uduk », dans Angelika Mietzner et Anne Storch, Nilo-Saharan : Models and Descriptions, Cologne, Rudiger Köppe, 2015, 177-197 p. (hdl 10138/225029)